# Castello di Vlašim
Il castello di Vlašim (in ceco Zámek Vlašim) si trova nel territorio del comune omonimo, Distretto di Benešov nella Boemia Centrale della Repubblica Ceca. L'antico castello neogotico risalente al XIV secolo è divenuto la sede di un moderno museo.

## Storia

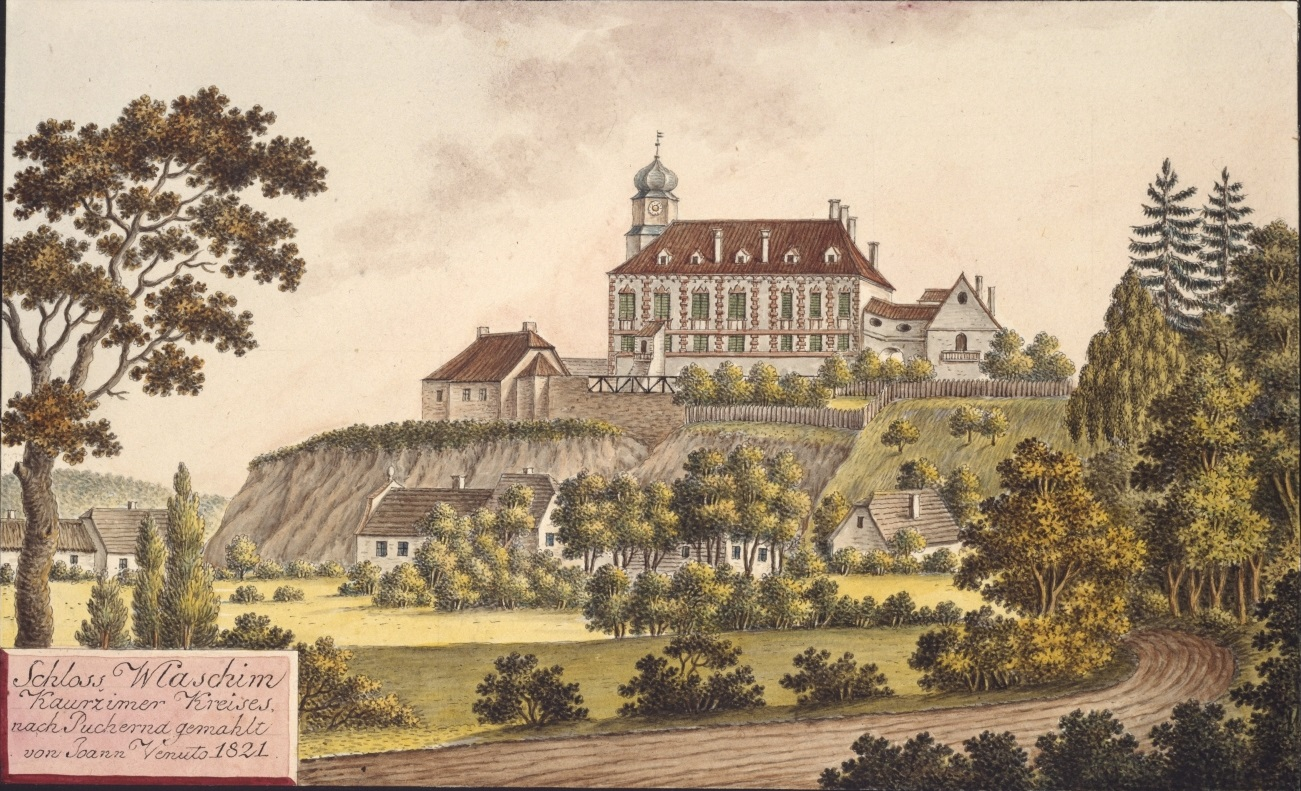
Il castello di Vlašim in una stampa del 1821

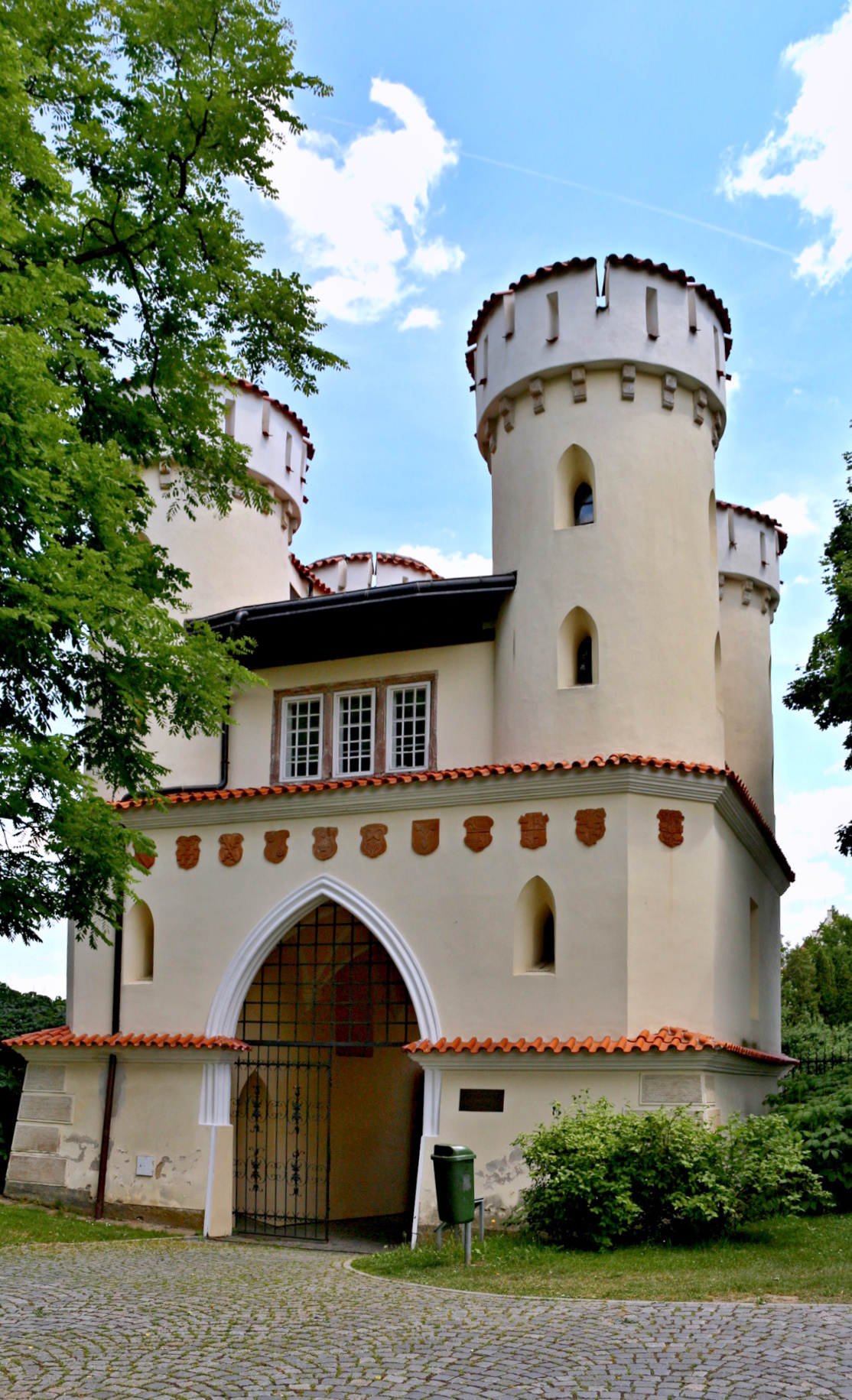
Porta Vlašimská

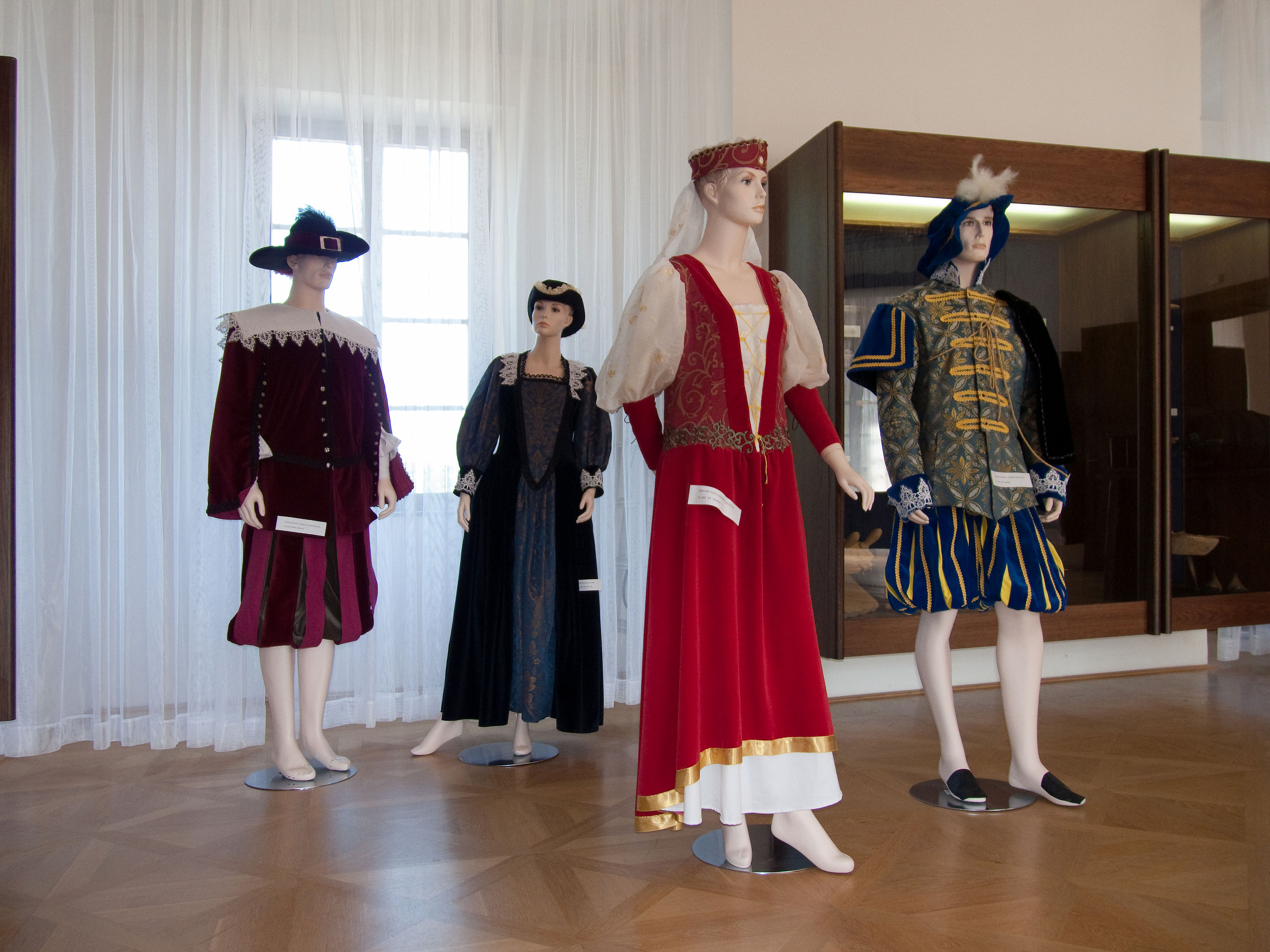
Una delle sale del museo

Il castello fu costruito probabilmente nel 1303 da Hynek di Vlašimi e la sua prima citazione su documenti risale al 1318. Già dal 1363 i Signori di Vlašim iniziarono ad acquisire notorietà e potere. Alla loro famiglia appartenne Jan Očko z Vlašimi, cardinale e arcivescovo cattolico ceco, e Jan z Jenštejn, suo successore nella diocesi a Praga. Questi prelati apportarono molte modifiche al castello, rendendelo più adatto a funzioni di rappresentanza. Un altro proprietario fu Mikuláš Jr. Trčka di Lípa che ne rinforzò le difese dal punto di vista militare e fece in modo che venisse aggiunto un anello protettivo di terra esterno, che col tempo è stato eliminato. Nel XVI secolo il castello fu oggetto di nuove modifiche sino ad arrivare ad assumere le forme che ci sono pervenute. Ai Signori di Vlašimsi sono succedute molte famiglie i cui stemmi sono visibili sulla porta Vlašimská e nella grande sala degli stemmi del castello. Dal XVIII secolo fino al 1945 fu di proprietà della famiglia Auersperg che lo fece ristrutturare secondo lo stile neoclassicista. Tra il XVIII e il XIX secolo fu sistemato il grande parco esterno, uno dei primi parchi all'inglese del Paese. Il castello malgrado il nome non ha alcuna funzione militare ma è divenuto sede museale.

## Descrizione
Il castello si trova a breve distanza dall'abitato di Vlašim, Boemia Centrale della Repubblica Ceca. Il complesso è formata dall'edificio del castello e dagli edifici di pertinenza. L'area è per lo più circondata da un muro con 3 enormi porte chiamate porta Vlašimská, porta Domašínská e porta Znosimská. A ovest del castello si estende l'ampio parco con diversi edifici caratteristici, e tra questi in particolare il padiglione Cinese e il cosiddetto castello Vecchio. Inoltre sono presenti altri elementi architettonici come il pozzo veneziano e la statua raffigurante Sansone. Nella parte espositiva del castello sono presenti raccolte con armi storiche, costumi tradizionali, statue, stemmi gentilizi e anche animali imbalsamati.

### Monumento culturale della Repubblica Ceca
La tutela dei monumenti della Repubblica Ceca considera il complesso del castello di Vlašim un monumento culturale tutelato col numero di catalogo 1000124176.